# Suzanne Doppelt
Suzanne Doppelt, née le 9 mai 1956,,,, est une écrivaine, photographe et éditrice française.

## Biographie
Suzanne Doppelt est la fondatrice et directrice, en collaboration avec Pierre Alferi, de la revue littéraire Détail. Elle a été membre de la rédaction de la revue Vacarme. Elle a dirigé la collection « Le rayon des curiosités », aux éditions Bayard. De 2012 à 2013, elle est la rédactrice des articles de la rubrique "Petite encyclopédie arbitraire" pour la revue L'impossible de Michel Butel.  

## Œuvres

### Publications
- Bref éloge du coup de tonnerre, éd. Phonurgia nova, 1994.
- Mange, éd. Snapshot, 1995.
- 36 candele, éd. Cronopio, 1996.
- L'Hypothèse du château, éd. Snapshot, 1997.
- Dans la reproduction en 2 parties égales des plantes et des animaux, avec Anne Portugal, P.O.L, 1999.
- 13 superstitions, avec Manuela Morgaine, éd. Créaphis, 1999.
- Raptus, éd. de l'Attente, 2000.
- TOTEM, P.O.L, 2002.
- Quelque chose cloche, P.O.L, 2004.
- La 4e des plaies vole, éd. Inventaire/Invention, 2004.
- Le pré est vénéneux, P.O.L, 2007.
- Le Pré est cinétique, ACR France Culture, 2007.
- Le Monde est beau, il est rond, éd. Inventaire/Inventions, 2008.
- Lazy Suzie, P.O.L, 2009.
- La plus grande aberration, P.O.L, 2012.
- Magic tour (avec François Matton), Éditions de l'Attente, 2012
- Amusements de mécanique, P.O.L, 2014
- Vak spectra, P.O.L, 2017
- Rien à cette magie, P.O.L, 2018
- Meta donna, P.O.L, 2020
- Et tout soudain en rien, P.O.L, 2022
- Un beau masque prend l'air, P.O.L, 2024

### Expositions
Suzanne Doppelt a notamment exposé au Centre culturel de Cerisy-la-Salle, à la Galerie Snapshot, au Centre méditerranéen de la photographie (Bastia), à la galerie Pennings (Hollande), à l’université de Lyon, à l'Institut français de Naples, à la Fnac, au Château de Châteaudun, à la Galerie Eof, à la Fondation Royaumont, au Centre Georges-Pompidou, à la Galerie Pierre Brullé, au Centre photographique de Lectoure, au Pavillon des arts, à l'École des Beaux-Arts de Nîmes, à la librairie Mollat à Bordeaux, à la NYU à New-York, au Cabinet d'art graphique au Louvre, à la galerie Martine Aboucaya, à Brown university, Providence, Ateliers des Arques, Cipm, Marseille..